# Zonosaurus boettgeri
Zonosaurus boettgeri là một loài thằn lằn trong họ Gerrhosauridae. Loài này được Steindachner mô tả khoa học đầu tiên năm 1891.